# Крка (река, впадает в Адриатическое море)
Крка (хорв. Krka) — река в Хорватии.
Длина — 73 км. Впадает в Адриатическое море. Река знаменита своими водопадами, бо́льшая часть долины Крки входит в национальный парк Крка.
На реке расположены города Книн, Скрадин и Шибеник.
Крупнейший приток Чикола — левый.
Река берёт начало на склонах высочайшей вершины Хорватии — горы Динары (1831 м) близ границы с Боснией и Герцеговиной.
В верхнем течении река представляет собой бурный горный поток, ниже Книна течение слегка успокаивается. Почти от самого Книна река течёт по территории национального парка. Долина реки на этом участке иногда сужается, превращаясь в каньон. На территории парка Крка образует семь водопадных каскадов (подробнее о водопадах см. Крка (национальный парк)).
В нижнем течении река протекает через большое Проклянское озеро и впадает в море рядом с городом Шибеник.